# Резанов, Владимир Иванович
Владимир Иванович Резанов (28 августа [9 сентября] 1867, село Любачье, Обоянский уезд, Курская губерния, Российская империя, — 31 декабря 1936, Нежин, Черниговская область, УССР, СССР) — историк литературы, член-корреспондент АН СССР (с 1923) и сотрудник УАН.

## Биография
В 1890 году окончил Нежинский историко-филологический институт князя Безбородко. С 1899 года был профессором в нём, с утверждением советской власти — профессор Нежинского института народного образования, а затем — Педагогического института.
В 1934 году отстранен от преподавания за «неприятие» марксистской методологии.

## Научная деятельность
Рєзанову принадлежит около 70 работ по истории русской и мировой литературы. Главное значение имеют богатые источниками труды, посвященные истории европейской религиозной драмы: «Экскурс в область иезуитского театра» (1910), «Из истории русской драмы» (1910), «Школьные драмы польско-литовских иезуитских коллегий» (1916), из исторической поэтики — «К истории литературных стилей: Поэтика ренессанса на территории Украины и России» (1931). Кроме того Резанов проводил ряд исследований о Т. Шевченко, Лесе Украинке и других. Большое рукописное наследие Резанова осталось неопубликованным.